# Яракуй (щат)
Яракуй (на испански: Yaracuy) е един от 23-те щата на южноамериканската държава Венецуела. Намира се в северната част на страната. Общата му площ е 7100 км², а населението е 716 036 жители (по изчисления за юни 2017 г.). Основан е през 1909 г.